# Sant Fruitós de Bages
Sant Fruitós de Bages és un municipi de Catalunya situat a la comarca del Bages.

## Geografia
- Llista de topònims de Sant Fruitós de Bages (Orografia: muntanyes, serres, collades, indrets..; hidrografia: rius, fonts...; edificis: cases, masies, esglésies, etc).

El municipi s'estén a la dreta del Llobregat, al voltant del riu d'Or, afluent del primer, a 4 km al nord-est de Manresa. El terreny és predominantment pla només accidentat per la serra de les Brucardes, al sud-est, amb el Montpeità o puig de Sant Valentí (363 m). El nucli històric del poble conserva la seva disposició genuïna medieval, amb concentració de les cases al voltant del temple, formant una sagrera. Les darreres dècades s'ha produït un important eixamplament del nucli urbà cap a noves zones urbanitzades, així com un creixement del sòl industrial i comercial al costat de l'eix del Llobregat i l'eix Transversal, tal com el polígon industrial de Sant Isidire.
El municipi s'ha convertit en un autèntic nus de comunicacions. Al terme municipal hi conflueixen l'autopista provinent de Barcelona, l'eix del Llobregat en direcció a la Cerdanya i l'eix Transversal que uneix Girona i les comarques de ponent. Aquesta situació suposa que Sant Fruitós de Bages es troba en una situació equidistant de les principals poblacions i ciutats de Catalunya i, a més, amb accessos directes a les grans vies de comunicació per carretera.

## Història
L'indret i l'església de Sant Fruitós de Bages són documentats des d'abans de mitjan segle x. La dedicació de l'església a Sant Fruitós deriva de la presència d'unes relíquies d'aquest bisbe i màrtir tarragoní en aquesta població.
El municipi fou el resultat de l'agregació de les parròquies d'Olzinelles, Vall dels Horts, Sant Iscle, Sant Fruitós de Bages i Claret, que tenien en comú el seu veïnatge i la seva dependència del monestir de Sant Benet de Bages.
En els fogatges del segle xv, el lloc s'anomena Sant Benet de Bages i en el del segle xvi com Sant Fruitós. En els primers censos del segle xix es va castellanitzar San Fructuoso de Bagés. El 1933 es va recuperar el mateix nom actual, canviat el 1937 en el context revolucionari a Riudor de Bages. Durant el franquisme es va retornar al nom castellanitzat no canviat fins al 1979.

## Demografia
El destacat creixement de l'activitat econòmica del municipi i de la comarca en general ha estat decisiu per al seu desenvolupament demogràfic, havent més que quadruplicat la seva població en els darrers 50 anys, passant dels 1.674 habitants del 1940, als 7.199 de 2006.
| 1497 f | 1515 f | 1553 f | 1717 | 1787 | 1857 | 1877  | 1887  | 1900  | 1910  |
| ------ | ------ | ------ | ---- | ---- | ---- | ----- | ----- | ----- | ----- |
| 33     | 25     | 19     | 310  | 411  | 979  | 1.406 | 1.438 | 1.702 | 1.721 |

| 1920  | 1930  | 1940  | 1950  | 1960  | 1970  | 1981  | 1990  | 1992  | 1994  |
| ----- | ----- | ----- | ----- | ----- | ----- | ----- | ----- | ----- | ----- |
| 1.533 | 1.790 | 1.674 | 1.775 | 2.196 | 2.827 | 3.752 | 4.787 | 4.788 | 4.788 |

| 1996  | 1998  | 2000  | 2002  | 2004  | 2006  | 2008  | 2010  | 2012  | 2014  |
| ----- | ----- | ----- | ----- | ----- | ----- | ----- | ----- | ----- | ----- |
| 5.300 | 5.330 | 5.542 | 6.036 | 6.696 | 7.199 | 7.782 | 8.184 | 8.227 | 8.243 |

| 2016  | 2018  | 2020  | 2022  | 2024  | 2026 | 2028 | 2030 | 2032 | 2034 |
| ----- | ----- | ----- | ----- | ----- | ---- | ---- | ---- | ---- | ---- |
| 8.387 | 8.593 | 8.837 | 9.025 | 9.248 | -    | -    | -    | -    | -    |

| Entitat de població         | Habitants (2024) |
| Sant Fruitós de Bages       | 6.479            |
| la Pineda de Bages          | 1.019            |
| les Brucardes               | 758              |
| la Rosaleda                 | 521              |
| Torroella de Baix           | 428              |
| Sant Benet de Bages         | 10               |
| Sant Iscle i Santa Victòria | 7                |
| el Pont de Cabrianes        | 3                |
| Font: Idescat               |                  |

## Política
Legislatura 2011-2015
En aquesta legislatura, l'alcalde de les darreres dos legislatures i mitja, el convergent Josep Rafart, va anunciar que no es presentaria, donant pas a Mercè Casals com a cap de llista de CiU.
Tanmateix, es va anunciar que ERC i Pirates de Catalunya anirien en coalició formant "Imagina't Sant Fruitós", amb Agustí Massana com a cap de llista.
També es presenta per primera vegada a aquestes eleccions el partit municipalista Gent fent Poble, amb Joan Carles Batanés com a líder.
El repartiment de regidors queda així:
- Convergència i Unió: 5 regidors.
- Gent fent Poble: 4 regidors.
- Imagina't Sant Fruitós: 2 regidors
- Partit dels Socialistes de Catalunya: 2 regidors

Gent fent Poble, Imagina't Sant Fruitós i PSC fan un pacte de govern per deixar el partit històric i majoritari, CiU, sol a l'oposició.
Legislatura 2015-2019
En les Eleccions municipals espanyoles de 2015, l'agrupació d'electors Gent Fent Poble va vèncer les eleccions aconseguint 5 regidors, un més que en les anteriors eleccions. La segona força va ser Convergència i Unió, amb 4 regidors, un menys que l'anterior legislatura. Esquerra Republicana de Catalunya i el Partit dels Socialistes de Catalunya van quedar tercers i quarts respectivament amb 2 regidors cadascun, els mateixos que van treure l'any 2011.
En la votació d'investidura, el Partit dels Socialistes de Catalunya van renunciar a presentar una candidatura per l'alcaldia per donar suport a Gent Fent Poble.
El resultat va ser aquest:
1. Joan Carles Batanés (GfP): 7 vots (5 de GfP+2 de PSC)
2. Mercè Casals (CiU): 4 vots (4 de CiU)
3. Àdria Mazcuñán (ERC): 2 vots (2 d'ERC)

Tan sols va ser necessària la primera volta, vist que el candidat Joan Carles Batanés va assolir una majoria absoluta de 7 regidors.
Legislatura 2019-2023
En les Eleccions municipals espanyoles de 2019, l'agrupació d'electors Gent Fent Poble revalidà la victòria i aconseguí 6 regidors, a un de la majoria absoluta. Esquerra Republicana de Catalunya obtenia la segona posició i aconseguia un tercer regidor després de molts anys. Per la seva banda, Junts per Catalunya pateix una greu davallada i perd la meitat dels seus regidors, passant de 4 a 2. La quarta força va ser el Partit dels Socialistes de Catalunya, que van mantenir els dos regidors de l'anterior legislatura.
En la votació d'investidura, tots els partits van presentar candidatura a l'alcaldia, per la manca d'acord entre cap partit.
El resultat va ser aquest:
1. Joan Carles Batanés (GfP): 6 vots (6 de GfP)
2. Àdria Mazcuñán (ERC): 3 vots (3 d'ERC)
3. Vicenç Llorens (JxSFB): 2 vots (2 de JxSFB)
4. Cristina Múrcia (PSC): 2 vots (2 de PSC)

Com que cap candidat va assolir la majoria absoluta, el candidat de la llista més votada, Joan Carles Batanés, va ser elegit alcalde per tercera legislatura consecutiva i governarà en minoria a l'Ajuntament de Sant Fruitós de Bages.

Moció de censura contra l'alcalde Batanés
El dia 17 de juny de 2020, Àdria Mazcuñán (ERC) assoleix l'alcaldia gràcies al suport de JxSFB i PSC, i fent prosperar la moció de censura presentada contra l'alcalde en minoria, esdevenint la primera alcaldessa democràtica de Sant Fruitós de Bages i relegant a l'exalcalde Batanés i la resta de regidors de GfP a l'oposició.

## Administració i política
| Període     | Alcalde o alcaldessa                                   | Partit polític                     | Data de possessió        | Observacions                                                                   |
| ----------- | ------------------------------------------------------ | ---------------------------------- | ------------------------ | ------------------------------------------------------------------------------ |
| 1979–1983   | Eduard Casajuana Roca                                  | CIU                                | 19/04/1979               | --                                                                             |
| 1983–1987   | Eduard Casajuana Roca                                  | CIU                                | 28/05/1983               | --                                                                             |
| 1987–1991   | Ignasi Sala Guitart                                    | CIU                                | 30/06/1987               | --                                                                             |
| 1991–1995   | Ignasi Sala Guitart                                    | CIU                                | 15/06/1991               | --                                                                             |
| 1995–1999   | Ignasi Sala Guitart                                    | CIU                                | 17/06/1995               | --                                                                             |
| 1999–2003   | Bartomeu Ayala Márquez / Josep Rafart Cortés           | PSC / CIU                          | 03/07/1999               | --                                                                             |
| 2003–2007   | Josep Rafart Cortés                                    | CIU                                | 14/06/2003               | --                                                                             |
| 2007–2011   | Josep Rafart Cortés                                    | CIU                                | 16/06/2007               | --                                                                             |
| 2011–2015   | Joan Carles Batanés Subirana                           | Independents-Gent fent Poble       | 11/06/2011               | --                                                                             |
| 2015–2019   | Joan Carles Batanés Subirana                           | Independents-Gent fent Poble       | 13/06/2015               | --                                                                             |
| 2019-2023   | Joan Carles Batanés Subirana / Àdria Mazcuñan i Claret | Independents-Gent fent Poble / ERC | 15/06/2019 // 17/06/2020 | Al 2020 ERC, Junts i PSC van fer una moció de censura contra l'alcalde Batanés |
| Des de 2023 | Joan Carles Batanés Subirana                           | Gent Fem Poble                     | 17/06/2023               | --                                                                             |

| Partit polític                    | 2023  | 2023     | 2023 |
| Partit polític                    | %     | Regidors |      |
| Gent fent Poble                   | 58,89 | 9        |      |
| Esquerra Republicana de Catalunya | 19,58 | 2        |      |
| Som Sant Fruitós-Ara Pacte Local  | 7,49  | 1        |      |
| Junts per Catalunya               | 7,34  | 1        |      |

| Partit polític                    | 2019  | 2019     | 2019 |
| Partit polític                    | %     | Regidors |      |
| Gent fent Poble                   | 40,82 | 6        |      |
| Esquerra Republicana de Catalunya | 20,65 | 3        |      |
| Junts per Catalunya               | 19,53 | 2        |      |
| PSC                               | 17,46 | 2        |      |

### Eleccions al Parlament de Catalunya del 2012
| Candidatura | Candidatura   | Cap de llista          | Vots  | Regidors | % vots |
| ----------- | ------------- | ---------------------- | ----- | -------- | ------ |
|             | CiU           | Artur Mas              | 1.973 |          | 45,35  |
|             | ERC           | Oriol Junqueras        | 713   |          | 16,39  |
|             | PSC           | Pere Navarro           | 405   |          | 9,31   |
|             | PPC           | Alicia Sánchez-Camacho | 348   |          | 8      |
|             | ICV-EUiA      | Joan Herrera           | 301   |          | 6,91   |
|             | C's           | Albert Rivera          | 182   |          | 4,18   |
|             | CUP           | David Fernández        | 112   |          | 2,57   |
|             | Vots en blanc |                        | 71    |          | 1,62   |
|             | Altres        |                        | 245   |          | 8,21   |
| Total       | Total         | 4.381                  | 4.381 |          | 70,76  |

## Economia
Potenciada per la proximitat amb Manresa, Sant Fruitós és un important centre d'indústria amb nombrosos polígons industrials (per exemple «Sant Isidre» al sud-oest del terme municipal) i funciona com poble dormitori per a molts treballadors ocupats en la indústria, comerç i serveis de la capital comarcal. És també centre d'estiueig i de segona residència amb els nuclis de Pineda de Bages, les Brucardes i la Rosaleda.

## Entitats
- Ràdio Sant Fruitós és l'emissora municipal del municipi. La seva primera emissió va ser l'any 1982. Emet les 24 hores del dia des de la freqüència del 107.5 de l'FM i a través d'internet.[11] Forma part de La Xarxa, de la Federació de Mitjans de Comunicació de Catalunya i d'Ona Bages.[12][13]

- L'Associació Sant Fruitós d'Esports (ASFE) és una entitat esportiva sense ànim de lucre fundada l'any 1989 amb l'objectiu de fomentar el bàsquet, el futbol sala, el voleibol i altres esports. La seva creació està estretament vinculada a la construcció del pavelló municipal.[14]

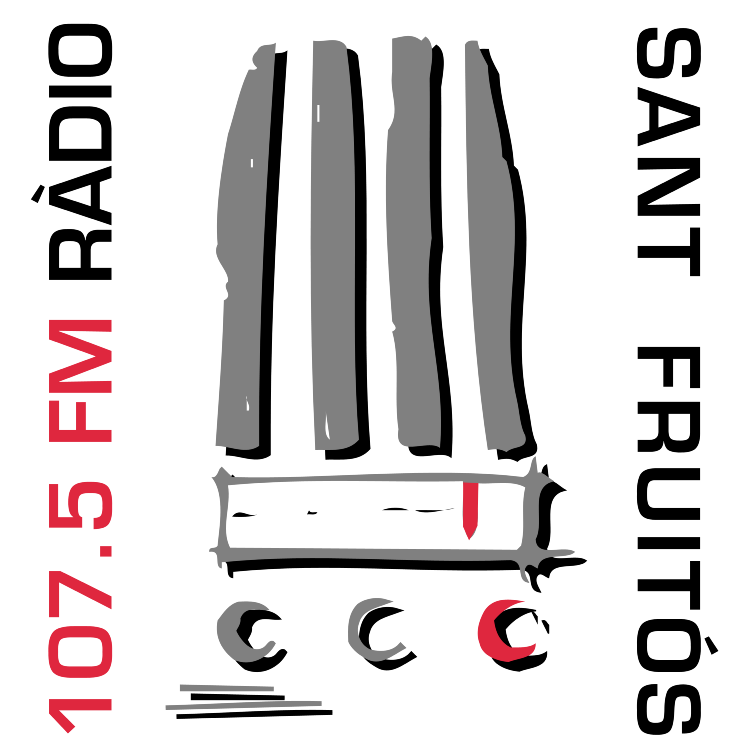

## Llocs d'interès
- Sant Benet de Bages
- Parc de la Séquia
- Església Parroquial de Sant Fruitós de Bages
- Sant Sebastià de Les Brucardes
- Sant Jaume d'Olzinelles
- Santa Anna i Santa Maria de Claret
- Sant Iscle i Santa Victòria
- Aeròdrom Barcelona-Bages
- Sant Valentí
- Museu Agrícola i Artístic
- Museu de Sant Fruitós[15]

## Festes i tradicions
La Festa Major d'Hivern se celebra el 21 de gener, onomàstica de Sant Fruitós. La Festa Major d'Estiu se celebra el primer diumenge del mes de juliol. La Festa de l'Arròs de Sant Fruitós de Bages és la més important del municipi, se celebra el diumenge de Carnestoltes.

## Santfruitosencs notables
- Lluís Espinal i Camps
- Abel Azcona
- Maria Gelabert i Tañà
- David Checa i Carrera
- Carles Checa i Carrera
- Alfred Figueras i Sanmartí

## Ciutats agermanades
- Alcalá del Valle,  Andalusia
- Nouna, Burkina Faso